# الظفير (بني مطر)

تعديل مصدري - تعديل

الظفير هي إحدى قرى عزلة جنب بمديرية بني مطر التابعة لمحافظة صنعاء، بلغ تعداد سكانها 3454 نسمة حسب تعداد اليمن لعام 2004.